# Museo de la Radio Luis del Olmo
El Museo de la Radio Luis del Olmo es una exhibición ubicada dentro del Centro cívico de la Roca Horadada de Roda de Bará. Fue inaugurado en junio de 2012 pero pronto permaneció demasiado pequeño debido a su éxito ya la constante ampliación del catálogo de aparatos. En 2017 se decidió una ampliación.En julio de 2019 se estrenó una nueva sala de exposiciones de unos 130 metros cuadrados. La colección inicial de unos 150 piezas ha crecido hasta más de 540 aparatos radiofónicos de todas formas y dimensiones, cuya cronología va desde 1820 hasta la actualidad.  Todas las radios pertenecen a la colección privada de Luis del Olmo. Tras jubilarse, del Olmo se dedicó a coleccionar radios antiguas que restaura con piezas originales. Además de las radios contiene una colección de los premios, reconocimientos, placas conmemorativas, pósters, fotografías o portadas de prensa que del Olmo logró.
Es el primer museo dedicado a la radio en Cataluña. Un segundo ay el segundo en Ponferrada en Castilla y León y ambos son promovidos por del Olmo. 